# Esperimento di Filadelfia

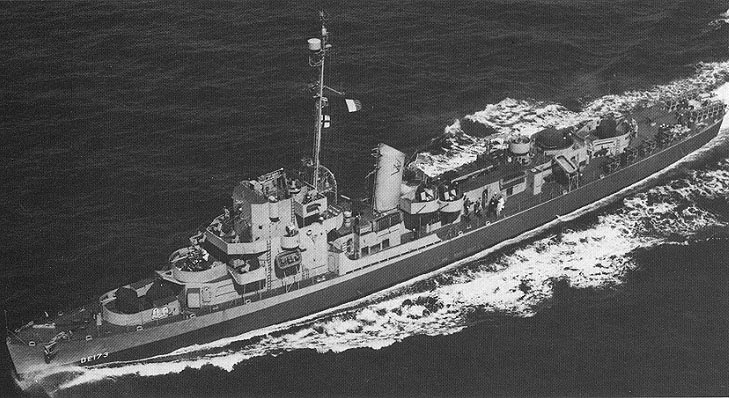
La USS Eldridge fotografata nel 1944

Per esperimento di Filadelfia si intende un presunto esperimento scientifico con finalità militari della United States Navy durante la seconda guerra mondiale.
Il fatto sarebbe avvenuto il 28 ottobre del 1943 sotto la guida di un certo Franklin Reno (a volte indicato anche come "Dott. Rinehart") e vi avrebbero partecipato anche diversi scienziati tra i quali Albert Einstein. La vicenda viene ritenuta una bufala ed è oggetto di dibattito nell'ambito delle diverse teorie del complotto.

## Storia

### L'ideazione e l'avvenimento
Si sarebbe cominciato a parlare del progetto agli inizi degli anni '30, ma esso avrebbe avuto un impulso decisivo solo durante la seconda guerra mondiale, poiché i sommergibili tedeschi avevano affondato un numero considerevole di navi da guerra statunitensi.
Il 28 ottobre 1943 alle ore 17:15 il cacciatorpediniere USS Eldridge (DE-173), ormeggiato nei pressi del molo di Filadelfia, sarebbe svanito nel nulla per diversi istanti, ricomparendo dopo pochi minuti a Norfolk, in Virginia. Dopo pochi minuti la nave sarebbe scomparsa di nuovo e sarebbe tornata nel molo di Filadelfia, nello stesso punto in cui si trovava precedentemente.

### Il ruolo di Jessup eCarlos Miguel Allende
Nel 1955 Morris Jessup, un astronomo dilettante, avanzò un'ipotesi sull'uso delle forze elettromagnetiche nella propulsione spaziale degli UFO che egli stesso dichiarò aver osservato. Egli criticava pubblicamente l'uso dei razzi come propulsori per la conquista dello spazio, poiché il loro sviluppo avrebbe distolto risorse da altri campi di ricerca secondo lui più promettenti.
Nello stesso anno, Jessup affermò di aver ricevuto tre lettere firmate da un certo Carlos Miguel Allende, nelle quali l'autore avrebbe citato l'esperimento di Filadelfia, riferendosi ad una serie di articoli di giornali scandalistici che ne parlavano senza però riportare alcuna fonte o elemento verificabile. Secondo quanto riferito da Jessup, Allende avrebbe raccontato nelle lettere di essere stato testimone oculare dell'esperimento mentre si trovava su una nave nelle vicinanze, la SS Andrew Furuseth. Inoltre Jessup riferì che Allende sarebbe stato a conoscenza della scomparsa e del destino di alcuni membri dell'equipaggio della Eldridge.
Sempre da quanto fu riferito da Jessup riguardo alla corrispondenza che aveva ricevuto all'epoca da Allende, a una richiesta di approfondimento da parte sua, Allende avrebbe risposto solo dopo mesi identificandosi questa volta col nome di Carl M. Allen, dichiarando di non poter fornire ulteriori prove, ma che le stesse sarebbero emerse tramite ipnosi di altre persone coinvolte se si fosse cercato a fondo. A questo punto ritenendo di non poter procedere nella sua indagine, Morris K. Jessup riferì di aver deciso di interrompere questa corrispondenza. Nonostante apparentemente la questione dell'esperimento fosse stata nel frattempo accantonata anche da parte di Jessup, nella primavera del 1957 egli riferì di essere stato contattato dall'Office of Naval Research di Washington Secondo quanto affermato da Jessup, l'ente aveva ricevuto una copia del suo libro: The Case for the UFO del 1955, con numerose annotazioni da parte di tre persone che trattavano di due tipi di creature che avrebbero vissuto nello spazio. Tra tali annotazioni ve ne sarebbero state alcune che alludevano all'esperimento di Filadelfia, come se chi scrivesse ne fosse a conoscenza. Tali affermazioni da parte di Jessup riportarono all'attenzione dell'opinione pubblica l'argomento dell'esperimento Filadelfia, facendo circolare diverse ipotesi alcune delle quali ipotizzavano persino che gli autori di queste annotazioni potessero essere stati degli extraterrestri.
Ad un confronto calligrafico, sembrò comunque che uno degli autori delle note risultasse essere senza dubbio Allende/Allen, e anche le altre sarebbero state scritte dalla stessa persona, ma con penne diverse. L'indirizzo del mittente corrispondeva ad una fattoria abbandonata. In seguito venne pubblicata un'edizione limitata del libro di Jessup col testo annotato, e questi tentò di continuare a scrivere su altri misteri con poco successo. Jessup fu trovato morto nel 1959 nella sua autovettura. La sera precedente alla sua morte aveva fissato un appuntamento per il mattino successivo, al quale non arrivò mai. Nell'incontro si proponeva appunto di divulgare ulteriori prove e retroscena che aveva trovato del suddetto esperimento. Benché non siano mai state accertate le circostanze della morte, gli investigatori sostennero l'ipotesi del suicidio, dovuto al crollo di notorietà, mentre per i sostenitori della teoria del complotto Jessup fu assassinato per metterlo a tacere.

### Le opere letterarie e le speculazioni
Nel 1965, Vincent Gaddis pubblicò Invisible Horizons: True Mysteries of the Sea, dove citava alcune parti del testo annotato di Jessup. Tuttavia, già attorno al 1977, l'intera faccenda era stata quasi dimenticata, ma venne ripresa in seguito da Charles Berlitz, che la incluse nel suo Senza traccia (Without a Trace: New Information from the Triangle, 1977), il seguito di Bermuda, il triangolo maledetto (The Bermuda Triangle, 1974), libro che creò il mito del triangolo delle Bermude.
Il testo di Berlitz conteneva numerose imprecisioni, manipolazioni volontarie di dati e divagazioni per dare un aspetto scientifico alla pubblicazione, e il recupero dell'esperimento di Filadelfia sarebbe stato tra questi. L'esperimento viene infatti incluso tra i misteri del Triangolo, nonostante Filadelfia si trovi a centinaia di chilometri da questo e non abbia nulla a che fare con le Bermude.
Il libro di Berlitz ebbe molto successo, grazie anche all'ascesa della moda della letteratura di misteri e del complottismo. Nel 1978 George E. Simpson e Neal R. Burger pubblicarono Thin Air, un romanzo basato vagamente sulla vicenda dell'esperimento di Filadelfia.
Berlitz, cavalcando il successo del libro del 1977, nel 1979 pubblicò insieme a William Moore The Philadelphia Experiment: Project Invisibility, che riprendeva alcuni spunti narrativi da Thin Air, raccontandoli come fatti reali o trascrizioni di interviste. Berlitz si ispirò talmente al romanzo, copiandone intere parti, da essere accusato di plagio. Dal libro di Berlitz, ma soprattutto da Thin Air, furono tratti i due film di fantascienza: The Philadelphia Experiment del 1984, e il seguito Philadelphia Experiment 2 del 1993.

### La testimonianza di Alfred Bielek
Nel 1990, durante una conferenza stampa, Alfred Bielek, un marinaio a bordo della nave, confermò l'avvenimento dell'esperimento dichiarando di avervi partecipato, e di esserne uno dei pochi sopravvissuti. Egli affermò di essersi trovato catapultato nel futuro, in particolare di aver vissuto per circa 6 settimane nell'anno 2137 e poi per 2 anni circa nel 2749, affermando di aver visto il mondo completamente diverso, e poi nel 1983, venendo poi fatto tornare nel passato da John Von Neumann - uno degli scienziati che prese parte al progetto e che Bielek sostenne di aver incontrato nel futuro - per tentare di spegnere l'apparecchiatura a bordo della nave. Tuttavia lo stesso Bielek sostenne che le incoerenze del suo racconto siano dovute al processo di recupero della memoria a causa del lavaggio del cervello a cui fu sottoposto, ed è proprio per tale motivo che i suoi ricordi sono confusi.
Ad una verifica da parte di alcuni studiosi ed appassionati, emerse rapidamente che Bielek non si trovava nemmeno nelle vicinanze di Filadelfia, che aveva cambiato la propria versione dei fatti decine di volte, che i fatti riportati non coincidevano con altri dati verificabili e che aveva già in passato prodotto documentazione falsa per supportare i propri discorsi. Ciononostante, Bielek ottenne una discreta esposizione mediatica per quasi un decennio, intraprendendo una redditizia attività di conferenziere e creandosi un piccolo seguito.

### Le dichiarazioni dei reduci dellaEldridgee laSS Andrew Furuseth
Nel 1999, durante un incontro tra veterani, l'equipaggio della USS Eldridge venne intervistato dal giornale Philadelphia Inquirer. La nave, varata il 27 agosto 1943, era rimasta in porto a New York fino a metà settembre, e nell'ottobre dello stesso anno era partita per il suo viaggio inaugurale alle Bahamas rientrando a Long Island il 18 ottobre.
Secondo i dati del giornale di bordo del 1943, la Eldridge non è mai stata a Filadelfia. La nave, inoltre, è documentata in servizio regolare sino al 1951 per la US Navy, e in seguito risulta venduta alla marina greca per cui ha operato fino al 1977; in nessun momento della sua vita la nave avrebbe sofferto di sparizioni di componenti dell'equipaggio.
Sempre secondo i diari di bordo, la SS Andrew Furuseth, la nave da cui Allende/Allen avrebbe osservato l'esperimento, si trovava in crociera nel Mar Mediterraneo fino al gennaio dell'anno seguente.

## Le ricerche e il dibattito
Secondo alcune testimonianze, la USS Eldridge sarebbe coinvolta in un esperimento di teletrasporto, l'imbarcazione ormeggiata nel porto di Filadelfia sarebbe svanita nel nulla dopo aver emesso un lampo di colore verde, materializzandosi misteriosamente in Virginia per poi riapparire dopo qualche minuto nuovamente nel molo di Filadelfia. Inoltre, sempre secondo i sostenitori di tale tesi, in accordo con alcune testimonianze da loro raccolte, al termine dell'esperimento alcuni marinai scomparvero, mentre cinque furono ritrovati fusi con il metallo della struttura della nave.
Einstein in realtà lavorò per la marina militare degli Stati uniti d'America negli anni '40, ma solo riguardo ad alcuni progetti relativi a ricerche teoriche sulle esplosioni. L'apparato teorico citato nell'esperimento sarebbe pura pseudoscienza, e avrebbe solo vaghi collegamenti con la teoria dei campi unificati, o con gli studi di Nikola Tesla. Nel 1980 Robert Goerman scrisse un articolo per la rivista Fate Magazine identificando Allende/Allen come Carl Meredith Allen, uno studioso di New Kensington, Pennsylvania, brillante ma sofferente di un grave disturbo mentale che lo portava a costruirsi un proprio mondo di fatti inventati, in uno stato simile a quello allucinatorio. Solo nell'ottobre del 2006 alla Duke University si sarebbe riusciti ad ottenere un effetto simile a quello presupposto dall'esperimento, su scala molto ridotta e solo per quanto riguarda alcuni tipi di microonde elettromagnetiche.
Nonostante l'insistenza con la quale alcuni sostennero tale tesi, a tutt'oggi non è stato possibile trovare alcun documento che confermi l'evento e tanto meno è stato possibile rintracciare i presunti testimoni. Inoltre, sempre secondo coloro che sostengono l'ipotesi del teletrasporto, nel corso dell'esperimento sarebbero state anche teletrasportate ben 1.900 tonnellate di acqua per colmare il vuoto lasciato dalla nave, con il risultato di creare un'onda di una certa rilevanza; ma anche di quest'ultima non esistono documentazioni attendibili. Gli approfondimenti dell'avvenimento hanno portato a considerarlo come leggenda metropolitana in una serie di pubblicazioni su giornali sensazionalistici, unite alle esperienze di personale di marina che avrebbe assistito all'uso di bobine elettromagnetiche nei porti dove si stavano costruendo le installazioni necessarie alla nascente pratica della demagnetizzazione degli scafi navali. Nonostante diverse persone abbiano successivamente condotto delle ricerche, non furono mai pubblicate ricerche con fonti verificabili sulla vicenda. Tutti i racconti sono rimaneggiamenti delle pubblicazioni precedenti, originate da trafiletti comparsi su giornali d'epoca, a loro volta privi di documentazione.

## Nell'arte

### Cinema
- Philadelphia Experiment
- Philadelphia Experiment 2
- The Philadelphia Experiment - film tv del 2012
- 100 Million BC - La guerra dei dinosauri
- Devil's Pass film del 2013 diretto da Renny Harlin.

### Narrativa
Nel 1963 Vincent Gaddis pubblicò un libro di forteana, intitolato Invisible Horizons: True Mysteries of the Sea. In esso rinarra la storia dell'esperimento basandosi sugli appunti di Varo.
George E. Simpson e Neal R. Burger pubblicarono nel 1978 il romanzo La nave invisibile (Thin Air). Nel romanzo, ambientato al tempo presente, un ufficiale del servizio investigativo della Marina degli Stati Uniti indaga su numerosi temi e collega gli esperimenti bellici sull'invisibilità a una cospirazione che coinvolge il teletrasporto di materia.
Il romanzo Miraggio di Clive Cussler tratta di una misteriosa sparizione basata sull'esperimento di Filadelfia, ritenuto frutto degli studi di Nikola Tesla.
L'esperimento Philadelphia viene citato nel capitolo 72 del manga Record of Ragnarok come prova alla base della tecnologia che Nikola Tesla impiega per teletrasportarsi contro il demone Beelzebub.